# Krnci
Krnci (madžarsko Lendvakislak) so naselje v Občini Moravske Toplice. V pisnih virih se prvič omenjajo leta 1393 kot »Kernych«.
Ležijo na jugu Goričkega v povirju Martjanskega potoka. Na prisojnih delih položnih pobočij so njive, osojne lege pa so poraščene z mešanimi gozdovi. Naselje je dostopno iz krajev Sebeborci, Ivanovci, Bokrači, Dolina in Kukeč. Po popisu prebivalstva leta 2002 imajo 59 prebivalcev.